# 카를 셰퍼
카를 셰퍼(독일어: Karl Schäfer, 1909년 5월 17일 - 1976년 4월 23일)은 오스트리아의 피겨 스케이팅 선수이자 수영 선수였다. 피겨 스케이팅 종목에서, 그는 1932년 동계 올림픽과 1936년 동계 올림픽에서 금메달을 획득했다. 그는 또한 세계 선수권 대회에서 7연패(1930 - 1936)했고 유럽 선수권 대회에서 8연패(1929 - 1930)했다. 수영 선수로서, 그는 1928년 하계 올림픽때 자유형 200 m 부문에 참가했다.

## 생애 및 선수 경력
카를 셰퍼는 에드워드 엥겔만 주니어의 인공 아이스 링크장에서 멀지 않은 비엔나 - 헤르날스에서 태어났다. 그가 11세때 피겨 스케이팅 코치 루돌프 쿠처가 처음으로 셰퍼의 재능을 인정했다.
그는 1928년 동계 올림픽에서 4위를 했다. 그는 1932년 동계 올림픽과 1936년 동계 올림픽 남자 싱글에서 우승했다.

## 참조
- ISU 공식 기록:올림픽: 남자 싱글
- ISU 공식 기록:세계 피겨 스케이팅 선수권 대회: 남자 싱글